# Bruno De Groote
Bruno De Groote (14 januari 1974) is een Belgisch gitarist die van 2018 tot 2021 deel uitmaakte van de formatie dEUS.

## Biografie

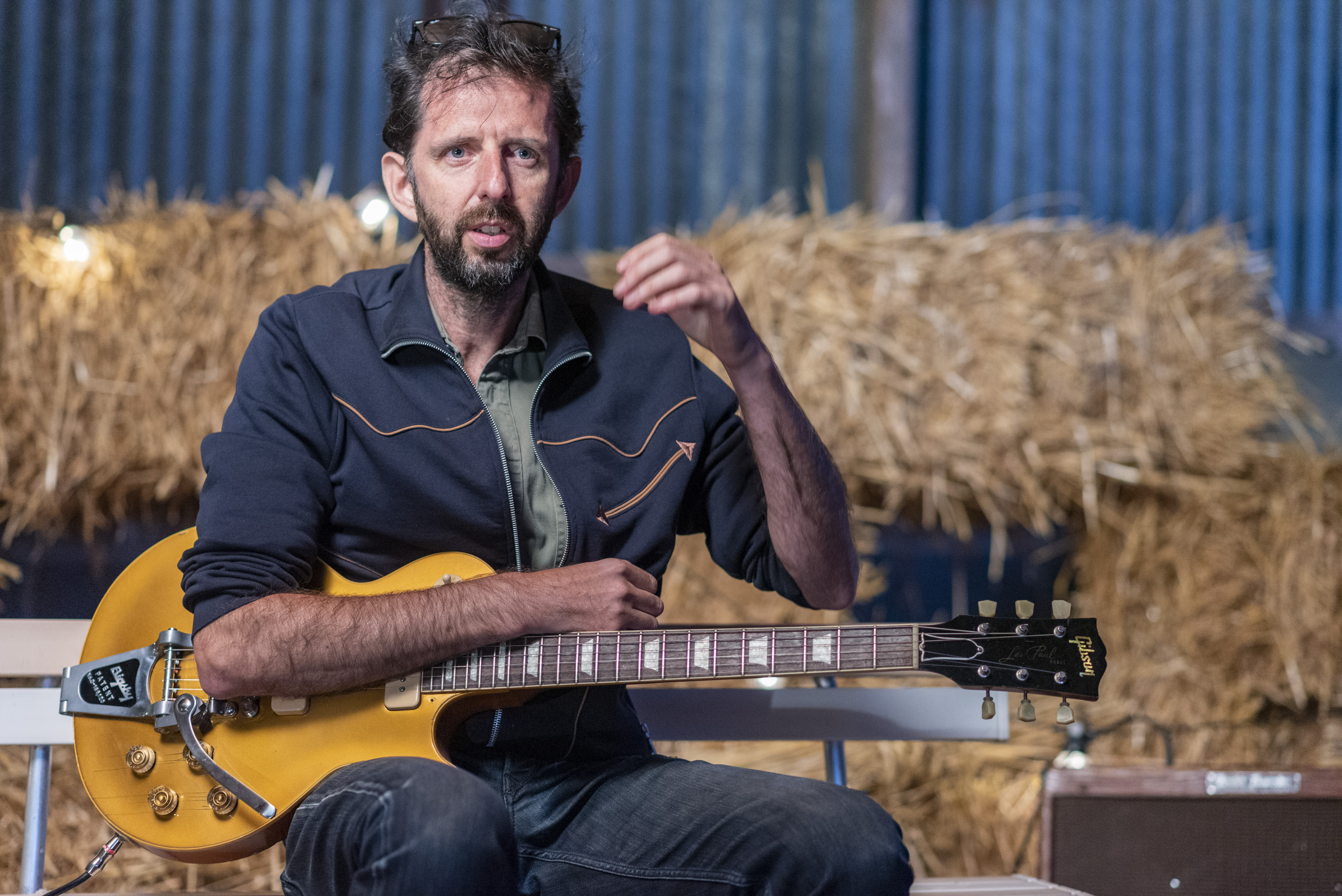
Bruno De Groote

Sinds 1993 is De Groote freelance-gitarist, componist en arrangeur achter (jazz)formaties en projecten. Hij studeerde in 2000 als jazzgitarist af aan het Conservatorium van Gent. Hij speelde van 2018 tot 2021 bij dEUS, maar stopte bij de band nadat hij in 2020 getroffen werd door een herseninfarct.
Behalve zijn werk bij Raymond van het Groenewoud, Axelle Red, Lalalover, Kommil Foo speelde het gros van zijn carrière zich vooral af in de blues, jazz en experimentele muziek, bij projecten als Mambo Chillum, Tijgers van Eufraat en het De Groote-Faes Duo.